# Сельское поселение Большая Каменка
Сельское поселение Большая Каменка — муниципальное образование в Красноярском районе Самарской области.
Административный центр — село Большая Каменка.

## Административное устройство
В состав сельского поселения Большая Каменка входят:
- село Большая Каменка,
- село Тремасово,
- посёлок Новый Городок,
- посёлок Орешенка,
- посёлок Раевка,
- посёлок Соколинка,
- посёлок Студеный,
- деревня Большая Левшинка.